# Festival de Málaga 1998
La 1ª edición del Festival de Málaga se celebró del 9 al 17 de marzo de 1998 en Málaga, España.

## Jurados

### Largometrajes
- Antonio Lara
- Fernando Méndez Leite
- Justo Navarro
- Javier Rioyo
- María Dolores Devesa

### Cortometrajes
- Pedro Medina
- Carlos Colón
- Manuel Palacio

## Palmarés
- Primer premio: La primera noche de mi vida de Miguel Albaladejo
- Segundo premio: Subjudice de Josep Maria Forn
- Premio al mejor nuevo realizador: Manuel Toledano por Cuernos de espuma
- Premio del público: La primera noche de mi vida de Miguel Albaladejo
- Premio a la mejor actriz: Kiti Manver, por su interpretación en Una pareja perfecta
- Premio al mejor actor: Emilio Gutiérrez Caba, por su interpretación en La primera noche de mi vida
- Mención especial del jurado: Íñigo Garcés por La primera noche de mi vida

## Premiados
- Homenajeado: Fernando Fernán Gómez
- Premio Retrospectiva: Montxo Armendariz